# Jean-Baptiste Pierre
Jean-Baptiste Léon Pierre (Virton, 23 november 1810 - 13 mei 1863) was een Belgisch volksvertegenwoordiger.

## Levensloop
Pierre was een zoon van Louis Pierre, griffier van het vredegerecht en van Marie-Martine Granget. Hij trouwde met Suzanne Fax.
Hij werd griffier van het vredegerecht in het kanton Virton (1830-1848) en was gemeentesecretaris van Virton (1836-1852). Ook was hij provincieraadslid (1839-1848) en schepen van Villers-devant-Orval (1840-1848). 
In juni 1848 werd hij liberaal volksvertegenwoordiger voor het arrondissement Virton en vervulde dit mandaat tot in mei 1863.